# Polskie Towarzystwo Symulacji Komputerowej
Polskie Towarzystwo Symulacji Komputerowej (PTSK) (ang. Polish Society for Computer Simulation) – towarzystwo naukowe zajmujące się symulacją komputerową, założone w 1993 roku.
Podstawową formą działalności Polskiego Towarzystwa Symulacji Komputerowej są coroczne Warsztaty Naukowe, obejmujące zagadnienia takie jak:
- metody matematyczne w symulacji
- modele z zagadnieniami brzegowymi
- modelowanie fizycznych właściwości materii
- modelowanie i symulacja źródeł energii
- symulacje przepływów i wymiany ciepła
- symulacja w mechanice
- symulacja w transporcie i inżynierii kolejowej
- symulacja w informatyce
- zastosowania sztucznej inteligencji w symulacji
- zastosowania symulatorów

Towarzystwo jest wydawcą kwartalnika punktowanego: "Symulacja w Badaniach i Rozwoju" (ISSN 2081-6154).